# Ingrid Klimke
Ingrid Klimke (Münster, 1 april 1968) is een Duits amazone, die gespecialiseerd is in eventing. Klimke behaalde tijdens de Olympische Zomerspelen 2000 de vierde plaats in de landenwedstrijd. Tijdens de wereldbekerfinale 2002 behaalde Klimke de zevende plaats bij de dressuur. Tijdens de Olympische Zomerspelen 2004 viel Klimke uit maar wel met het Duitse team de vierde plaats in de landenwedstrijd. Klimke werd tijdens de Wereldruiterspelen 2006 wereldkampioen in de landenwedstrijd. Klimke won de olympische gouden medaille in de landenwedstrijd in 2008 en de vijfde plaats individueel. Vier jaar later prolongeerde Klimke de gouden medaille in de landenwedstrijd. Klimke werd voor de tweede maal wereldkampioen in de landenwedstrijd tijdens de Wereldruiterspelen 2014. Bij Klimke haar vijfde olympische optreden in Rio de Janeiro moest zij genoegen nemen met de zilveren medaille in de landenwedstrijd.
Klimkes vader Reiner Klimke won zes olympische gouden medailles in de dressuur.

## Resultaten
- Olympische Zomerspelen 2000 in Sydney 4e landenwedstrijd eventing met Sleep Late
- Olympische Zomerspelen 2004 in Athene uitgevallen eventing met Sleep Late
- Olympische Zomerspelen 2004 in Athene 4e landenwedstrijd eventing met Sleep Late
- Wereldruiterspelen 2006 in Aken 34e in de eventing met Sleep Late
- Wereldruiterspelen 2006 in Aken  in de landenwedstrijd eventing met Sleep Late
- Olympische Zomerspelen 2008 in Hongkong eventing met 5e Abraxxas
- Olympische Zomerspelen 2008 in Hongkong  landenwedstrijd eventing met Abraxxas
- Olympische Zomerspelen 2012 in Londen eventing met 25e Abraxxas
- Olympische Zomerspelen 2012 in Londen  landenwedstrijd eventing met Abraxxas
- Wereldruiterspelen 2014 in Normandië 14e in de eventing met Frh Escada Js
- Wereldruiterspelen 2014 in Normandië  in de landenwedstrijd eventing met Frh Escada Js
- Olympische Zomerspelen 2016 in Rio de Janeiro eventing met 14e Hale-Bob Old
- Olympische Zomerspelen 2016 in Rio de Janeiro  landenwedstrijd eventing met Hale-Bob Old
- Wereldruiterspelen 2018 in Tryon  in de eventing met Hale Bob OLD
- Wereldruiterspelen 2018 in Tryon 5e in de landenwedstrijd eventing met Hale Bob OLD

1912: Nordlander, Adlercreutz, Casparsson,  Horn af Åminne ·
1920: Mörner, Lundström, von Braun,  Dyrsch ·
1924: Van der Voort van Zijp, Pahud de Mortanges, De Kruijff,  Colenbrander ·
1928: Pahud de Mortanges, De Kruijff, Van der Voort van Zijp ·
1932: Thomson, Chamberlin, Argo ·
1936: Stubbendorf, Lippert, von Wangenheim ·
1948: Henry, Anderson, Thomson ·
1952: von Blixen-Finecke, Stahre, Frölén ·
1956: Weldon, Rook, Hill ·
1960: Morgan, Lavis, Roycroft ·
1964: Checcoli, Angioni, Ravano ·
1968: Allhusen, Meade, Jones ·
1972: Meade, Gordon-Watson, Parker, Phillips ·
1976: Coffin, Plumb, Davidson, Tauskey ·
1980: Blinov, Salnikov, Volkov, Rogosjin ·
1984: Plumb, Stives, Fleischmann, Davidson ·
1988: Erhorn, Baumann, Kaspareit, Ehrenbrink ·
1992: Green, Rolton, Hoy, Ryan ·
1996: Schaeffer, Rolton, Hoy, Dutton ·
2000: Dutton, Hoy, Tinney, Ryan ·
2004: Boiteau, Lyard, Courrèges, Teulère, Touzaint ·
2008: Thomsen, Ostholt, Dibowski, Klimke, Romeike ·
2012: Auffarth, Jung, Klimke, Schrade, Thomsen ·
2016: Laghouag, Lemoine, Nicolas, Vallette ·
2020: Collett, McEwen, Townend ·
2024: Canter, Collett, McEwen
- Bibliothèque nationale de France: cb155858970 (data)
- Catàleg d'autoritats de noms i títols de Catalunya: 981058526326606706
- Gemeinsame Normdatei: 115664653
- International Standard Name Identifier: 0000 0001 0869 5773
- Library of Congress Control Number: nb99111972
- Nationale Bibliotheek van Tsjechië: xx0033347
- Nationale Bibliotheek van Polen: a0000002393022
- Système universitaire de documentation: 132150093
- Virtual International Authority File: 10166753
- WorldCat: E39PBJyxh9jt9TMYp47wGYHt8C